# Distrito de Yaután
El Distrito de Yaután es uno de los cuatro pertenecientes a la Provincia de Casma, en el Departamento de Áncash en el Perú.
La capital del pueblo de Yaután con una población de 
9140 habitantes, está ubicado a unos 42 km al sudeste de la ciudad de Casma y a 806 m s. n. m. Es el distrito más alto de la provincia. Yaután es un pueblo escondido entre las montañas, pleno de valles y árboles frutales variados (es célebre productor de paltas, mangos y uvas.)

## Historia
El distrito de Yaután fue creado mediante Ley s/n del 31 de octubre de 1870, durante el gobierno del Presidente José Balta y Montero. Algo que llama la atención es que en la Plaza de Armas de Yaután no hay una placa que haga referencia al coronel José Balta y Montero y no hay calle, jirón, avenida o Institución Educativa que lleve este nombre. Todo un reto para las autoridades del distrito
Durante la revolución campesina de 1885, dirigida por Pedro Pablo Atusparia,se dio una batalla sangrienta entre los campesinos sublevados armados de ondas, palos, rejones y algunas escopetas acabaron con las fuerzas del gobierno del General Iglesias el 26 de marzo de 1885.

## Toponimia
La palabra Yaután se derivaría del vocablo Quechua LLautu o Llauto que significa símbolo del poder Inca, Insignia real, Insignia Inca. también el vocablo quechua Llauto significa, Zona donde se encuentran los Petroglifos. 
Los topónimos encontrados y recogidos en el área del distrito de Yaután se presentan como una propuesta de estudio a nivel de interpretación semántica los cuales son: 
1. YAUTÁN, Yawtan del aimara llautan, que significa; desnudo, desnudarse.[2]
2. Según la historia los pobladores comentan que las primeras Viviendas del pueblo se levantaron sobre un área de terreno plano, cascajo, rocoso, precario, no apto para la agricultura. Entonces se deduce que los pobladores iniciales fueron muy buenos agricultores ya que supieron identificar y separar el área fértil y con pendientes para la agricultura y el área llano e infértil para la vivienda.
3. Antonio Raimondi (1873) registra al pueblo de Yaután cerca de unos cerros áridos, desnudos.
4. Es muy posible en época de su formación la presencia de algunos grupos humanos que hablaban aru como se muestra en el siguiente léxico toponímico: Llautan - ‘Desnudo, desnudarse’ en época inicial este pueblo posiblemente se formó en un terreno precario, improductivo, desnudo.
5. Yawtan, pueblo por principio de significación en su modo de articulación la ‘ll' al pasar a “y” ha sufrido un proceso de deslateración entonces al pasar el tiempo las lenguas tienden a evolucionar de esta manera.
6. Felipe Paz Soldán (1877) registra Yaután (corrupción de Llautan, ‘desnudo, desnudarse’, aimara) población capital de este distrito, departamento de Ancash, provincia del Santa:

hbt 326: dista de Casma 8 leg. (44.5 km) en la falda de unos de los cerritos que dominan en el pueblo, hay ruinas, restos de grandes edificios del tiempo de los incas.
Felipe Paz Soldan

El nombre de Yaután es muy probable también que provenga de grupos lingüísticos quechuas o de otras formaciones lexicales:
1. Llantan > yautan “Luís Llantan” cacique (1686) apellido de uno de sus primeros y principales pobladores del lugar (Documento de creación y fundación del distrito) proporcionado por el señor Felipe Ortega Loli, de 82 años de edad, distinguido hombre del lugar.
2. Llantan > yautan “fruto verde’ especie de caucho, léxico empleado por los lugareños y “demás zonas circundantes para referirse a aquellos frutos del plátano, que todavía están en condiciones inmaduras.[2]

En incidencia con la historia y el círculo físico característico inicial donde se originó el pueblo se puede interpretar como: Lugar con parte de terreno desnudo.

## Turismo
Ideal para los amantes del ecoturismo, cuenta con una vista a lo largo del recorrido del río donde se puede hacer camping sin problemas. Por su cercanía a la sierra, su paisaje es accidentado y de intenso verdor. Abundan las plantas medicinales y en su río, en época de abundancia de agua, se cazan camarones.
Como referencia, al Norte de la ciudad de Yaután se levanta el Majestuoso Ullampash donde se puede escalar y ver parte del distrito de casma, cachipampa, Pariacoto; y de lado que mira al Oeste, se observa el perfil de una bella mujer.
Por el sur en el caserío de Santa Isabel se encuentra el yacimiento arqueológico de pallka.
Famoso por sus frutales y viene modernizándose con el riego tecnificado y sembríos de exportación como el mango Kent, mango Edward, palta Hass, palta fuerte, maracuyá, uvas Globe Red, uva de mesa, uva Italiana, con las que se elaboran vinos y piscos de gran calidad.

## Agricultura
El distrito de Yaután es productor de varios cultivos de buena calidad, los cuales son:
- Mango
- Paltas
- Maracuyá
- Carambola
- Uvas
- Melocoton
- Ciruela
- Maiz
- Mamey
- Pacay
- Sandia

## Geografía
Tiene una superficie de 357 km² y una población de más de 8 240 habitantes. 
Distrito tierra del Majestuoso Ullampash, ubicado a 42 km de la ciudad de Casma, en la ruta Casma - Huaraz, a una altitud de 806 m. s. n. m., latitud: 09°30’35” Sur longitud: 77°59’44” oeste.
Famoso por sus frutales y viene modernizándose con el riego tecnificado y sembríos de exportación como el mango Kent, mango Edward, palta Hass, palta fuerte, maracuyá, uvas Globe Red, uva de mesa, uva Italiana, con las que se elaboran vinos y piscos de gran calidad.
| Noroeste: Distrito de Buena Vista Alta | Norte: Distrito de Buena Vista Alta | Nordeste: Provincia de Yungay |
| Oeste: Distrito de Casma               |                                     | Este: Provincia de Huaraz     |
| Suroeste: Distrito de Casma            | Sur: Distrito de Casma              | Sureste: Provincia de Huaraz  |

## Clima
| Parámetros climáticos promedio de Yautan         | Parámetros climáticos promedio de Yautan | Parámetros climáticos promedio de Yautan | Parámetros climáticos promedio de Yautan | Parámetros climáticos promedio de Yautan | Parámetros climáticos promedio de Yautan | Parámetros climáticos promedio de Yautan | Parámetros climáticos promedio de Yautan | Parámetros climáticos promedio de Yautan | Parámetros climáticos promedio de Yautan | Parámetros climáticos promedio de Yautan | Parámetros climáticos promedio de Yautan | Parámetros climáticos promedio de Yautan | Parámetros climáticos promedio de Yautan |
| Mes                                              | Ene.                                     | Feb.                                     | Mar.                                     | Abr.                                     | May.                                     | Jun.                                     | Jul.                                     | Ago.                                     | Sep.                                     | Oct.                                     | Nov.                                     | Dic.                                     | Anual                                    |
| ------------------------------------------------ | ---------------------------------------- | ---------------------------------------- | ---------------------------------------- | ---------------------------------------- | ---------------------------------------- | ---------------------------------------- | ---------------------------------------- | ---------------------------------------- | ---------------------------------------- | ---------------------------------------- | ---------------------------------------- | ---------------------------------------- | ---------------------------------------- |
| Temp. máx. media (°C)                            | 23.5                                     | 21.5                                     | 22.7                                     | 23.7                                     | 25.6                                     | 20.5                                     | 19.3                                     | 19.4                                     | 17.2                                     | 19.1                                     | 19.3                                     | 18.2                                     | 23.1                                     |
| Temp. mín. media (°C)                            | 12.8                                     | 11.9                                     | 14.9                                     | 15.3                                     | 15.1                                     | 16.2                                     | 16.6                                     | 12.8                                     | 10.7                                     | 11.4                                     | 10.2                                     | 13.1                                     | 13.4                                     |
| Fuente: https://www.clima.com/peru/ancash/yautan |                                          |                                          |                                          |                                          |                                          |                                          |                                          |                                          |                                          |                                          |                                          |                                          |                                          |

## Centros poblados

### Anexos
- Acoshapampa
- Cachipampa
- Mishiruri
- Pucapatza
- San Luis
- Calpoc

### Caserios
- Cantarillas
- Casablanca
- Cerro Castillo
- Jaihua Alta
- Valdivia
- 31 de Mayo
- Santa Isabel
- Punchayhuaca

## Autoridades Municipales
- 2023 - Actualidad
  - Alcalde: Hever Hinostroza Encarnación
- 2019 - 2022
  - Alcalde: Nicolas Muller Garcia Bobadilla

- 2015 - 2018[4]
  - Alcalde Provisional: Pablo Robert Chilca Ibáñez
  - Alcalde: José del Carpio Melgarejo, del Movimiento Independiente (actual Perú Libre).
  - Regidores: Luis Enrique Yui Botteri (Puro Ancash), Pablo Robert Chilca Ibañez (Puro Ancash), Nahaniltz Carmen Paredes Agurto (Puro Ancash), Joel Ildefonso Rosales Balabarc (Puro Ancash), Elicenda Edelmira Cordova De Espinoza (APEP).
- 2011 - 2014
  - Alcalde: Nicolás Muller García Bobadilla, del Partido Alianza para el Progreso (APEP).
- 2006 - 2010
  - Alcalde: José Luis del Carpio Melgarejo.
- 2000
  - Alcalde: Jose Luis del Carpio